# بان شيروان (مقاطعة دالاهو)
بان‌شيروان (بالفارسية: بان‌شیروان) هي قرية تقع في قسم قلخاني الريفي (مقاطعة دالاهو) في إيران. يقدر عدد سكانها بـ 36 نسمة بحسب إحصاء 2016.